# Lucie Laroche
Lucie Laroche, kanadska alpska smučarka, * 23. oktober 1968, Lac-Beauport, Quebec, Kanada.
Nastopila je na Olimpijskih igrah 1988, kjer je dosegla devetnajsto mesto v superveleslalomu. V dveh nastopih na svetovnih prvenstvih je bila trinajsta v superveleslalomu ter petnajsta v smuku in kombinaciji. V svetovnem pokalu je tekmovala štiri sezone med letoma 1988 in 1991 ter dosegla dve uvrstitvi na stopničke, drugo mesto v smuku in tretje v superveleslalomu. V skupnem seštevku svetovnega pokala je bila najvišje na osemnajstem mestu leta 1991, ko je bila tudi deseta v smukaškem in superveleslalomskem seštevku.